# Wilson (1944)
Wilson (em inglês:  Wilson) é um filme estadunidense de 1944, do gênero biografia, dirigido por Henry King e estrelado por Alexander Knox e Geraldine Fitzgerald.

## Produção

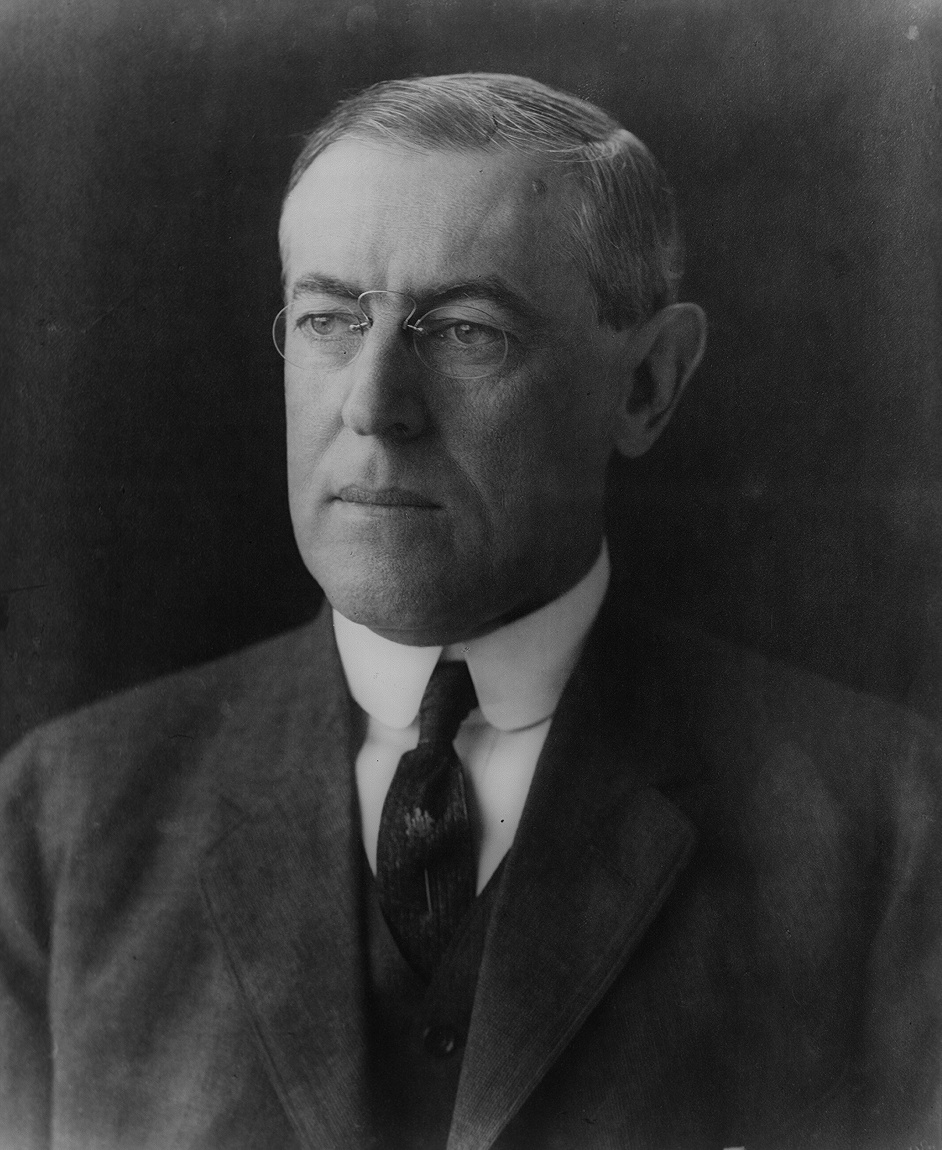
O Democrata Woodrow Wilson foi presidente dos EUA de 1912 a 1921. O filme Wilson faz justiça a várias de suas realizações, mas esconde suas inclinações racistas e as diversas intervenções militares na América Latina.

Um trabalho de amor para Darryl F. Zanuck, Wilson é o mais ambicioso de seus filmes biográficos e um relato elogioso dos dois mandatos de Woodrow Wilson, o 28.º presidente dos Estados Unidos e principal idealizador da Liga das Nações.
Zanuck não economizou na produção. Numa época em que a maioria dos filmes ainda era rodada em preto e branco, sua 20th Century Fox se destacava por luxuosas produções em Technicolor. Assim, na direção ele colocou Henry King, àquela altura o realizador com mais produções em cores de toda Hollywood. A fotografia foi entregue a Leon Shamroy, sem dúvida o melhor cameramen do estúdio e que tem aqui seu melhor momento. Para viver o presidente, ele chamou o relativamente desconhecido Alexander Knox. Ainda que de compleição um pouco mais robusta que a do biografado, Knox revelou-se a escolha perfeita.
Wilson recebeu dez indicações ao Oscar da Academia e levou cinco estatuetas para casa, entre elas a de Melhor Roteiro Original e Melhor Fotografia. Alexander Knox ganhou um Globo de Ouro por sua atuação.
Zanuck esperava que Wilson o imortalizasse, assim como Gone with the Wind imortalizou David O. Selznick. Entretanto, apesar da alta qualidade da produção e dos prêmios recebidos, o filme fracassou terrivelmente nas bilheterias. Durante anos foi proibido referir-se a ele na presença de Zanuck.

## Sinopse
O filme começa em 1909, quando Wilson era presidente da Universidade de Princeton. Em seguida, torna-se governador de Nova Jérsei. Daí para a presidência do país foi um pulo. Na Casa Branca, Wilson perde a primeira esposa, casa-se novamente, entra na Primeira Guerra Mundial a contragosto (após o afundamento do navio britânico RMS Lusitania, que levava muitos americanos a bordo) e luta pela criação da Liga das Nações.

## Recepção crítica
Bosley Crowther escreveu no New York Times de 2 de agosto de 1944: "em termos de completa admiração pelo campeão de um ideal social mais elevado; de emocionante e total panorama do ardente mundo político onde ele viveu; e de uma cálida apreciação de sua humanidade, é difícil superar este brilhante filme".
A crítica contemporânea também mostra-se bastante favorável à realização. Leonard Maltin chama-o de "soberbo" e de "um dos sólidos filmes de Hollywood". "Soberbo" também é o adjetivo que o autor de The Movies Directory Story usa para qualificar o filme, enquanto Hal Erickson, do site AllMovie, diz que "apesar de muito longo e superproduzido, o filme sobrevive como uma das mais vigorosas películas históricas dos anos 1940 em Hollywood". Os autores de The Films of 20th Century-Fox assim se pronunciam: "filme político soberbo, ainda que idealista, com produção de primeira linha e grande atuação de Alexander Knox como o americano campeão de humanidade".

## Premiações
| Patrocinador                                  | Prêmio       | Categoria | Situação |
| --------------------------------------------- | ------------ | --- | --- |
| Academia de Artes e Ciências Cinematográficas | Oscar        | Melhor Filme Melhor Diretor Melhor Ator (Alexander Knox) Melhor Roteiro Original Melhor Fotografia Melhor Edição Melhor Trilha Sonora (drama ou comédia Melhores Efeitos Especiais Melhor Direção de Arte (cores) Melhor Mixagem de Som | Indicado[carece de fontes?] Indicado[carece de fontes?] Indicado[carece de fontes?] Vencedor[carece de fontes?] Vencedor[carece de fontes?] Vencedor[carece de fontes?] Indicado[carece de fontes?] Indicado[carece de fontes?] Vencedor[carece de fontes?] Vencedor[carece de fontes?] |
| New York Film Critics Circle                  | NYFCC Award  | Melhor Filme Melhor Ator (Alexander Knox) | Terceiro lugar[carece de fontes?] Segundo lugar[carece de fontes?] |
| Golden Globes, USA                            | Golden Globe | Melhor Ator Filme Dramático (Alexander Knox) | Vencedor[carece de fontes?] |

- Film Daily: Dez Melhores Filmes de 1944[carece de fontes?]
- Hollywood Foreign Press Association: Melhor Ator (Alexander Knox)[carece de fontes?]
- National Board of Review: Dez Melhores Filmes de 1944[carece de fontes?]

## Elenco
| Ator/Atriz           | Personagem                     |
| -------------------- | ------------------------------ |
| Alexander Knox       | Woodrow Wilson                 |
| Geraldine Fitzgerald | Edith Bolling Galt             |
| Thomas Mitchell      | Joseph Tumulty                 |
| Ruth Nelson          | Ellen Wilson                   |
| Cedric Hardwicke     | Senador Henry Cabot Lodge      |
| Charles Coburn       | Professor Henry Holmes         |
| Vincent Price        | William Gibbs McAdoo           |
| William Eythe        | George Felton                  |
| Mary Anderson        | Eleanor Wilson                 |
| Ruth Ford            | Margaret Wilson                |
| Sidney Blackmer      | Josephus Daniels               |
| Madeleine Forbes     | Jessie Wilson                  |
| Stanley Ridges       | Doutor Cary Grayson            |
| Francis X. Bushman   | Barnard Baruch (não-creditado) |